# Альберсхаузен
Альберсхаузен (нем. Albershausen) — община в Германии, в земле Баден-Вюртемберг.
Подчиняется административному округу Штутгарт. Входит в состав района Гёппинген.  Население составляет 4309 человек (на 31 декабря 2010 года). Занимает площадь 6,50 км².